# ダニエル彗星
ダニエル彗星(33P/Daniel)は、1909年12月7日にニュージャージー州にあるプリンストン大学のHalsted天文台でZaccheus Danielが発見した太陽系の周期彗星である。核の直径は2.6kmと推定されている。
発見後、1916年、1923年、1930年にも回帰することが予測されたが、いずれも検出されなかった。1937年の回帰の際には、東京都の広瀬秀雄が木星の摂動を考慮して軌道を計算し、静岡県島田市の清水真一が1月31日に検出に成功した。
1937年以降、1957年と1971年を除いては全ての回帰の際に観測されている。
木星に何度も接近していることで、最初に発見されて以来公転周期は増大し続けている。発見当時は6.48年であったが、2016年の段階では8.07年になっている。
2009年1月には見かけの等級が18等から15等に急激に上昇(アウトバースト)したことが確認された。